# Ачолі
Ачо́лі (самоназва — аколі; також ґанґ, шулі, макшдуру) — нілотський народ групи південних луо у Східній Африці; один з найбільших чисельно з 43-х народів Уганди. 

## Чисельність і територія проживання

Ачолі на мапі етній Уганди

Люди ачолі населяють історичну область Ачоліленд на півночі Уганди, що охоплює райони Гулу, Кітгум і Падер, а також район Мегве на півдні сучасного Південного Судану (незалежна держава з липня 2011 року). 
За результатами перепису в Уганді 1991 року було зареєстровано 746 796 осіб, які назвалися ачолі; ще бл. 45 000 осіб ачолі проживають поза Угандою.

## Мова і релігія
Мова ачолі — лог аколі, належить до західно-нілотських мов групи мов луо, носії розуміють мову ланго і часто решту мов луо. 
Мова є писемною і має певні успіхи в просуванні у ЗМІ та розвитку літератури. Так, один з найвідоміших творів угандійської літератури «Пісня Лавіно» спершу був написаний Окотом п'Бітеком мовою ачолі, а вже тоді був здійснений авторизований переклад англійською.
У ачолі зберігаються традиційні вірування, є мусульмани-суніти, частково християни.

## Історія і суспільство

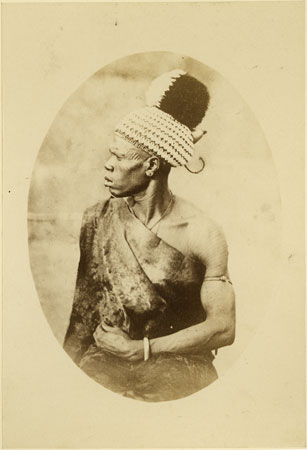
Вождь ачолі, фото Р. Бухти (Richard Buchta), 1877—80

Ачолі — нащадки тих луо, що згідно з переказами, прийшли на північ Уганди з регіону в долині річки Бахр-ель-Газаль у Південному Судані. 
Починаючи з кінця XVII століття серед народів луо, що проживали в північній Уганді, розвинувся новий соціополітичний устрій, що характеризувався, головним чином, формуванням і узаконенням статусу панівної верхівки племені, яке очолював рводі (одн. Rwot, правитель). 
До середини XIX століття у східному Ачоліленді існувало близько 60 невеликих поселень-вождівств.
Впродовж 2-ї половини XIX століття арабомовні торгівці з півночі почали називати північно-угандійських луо Shooli, що з часом трансформувалось у ачолі, ставши таким чином автонімом етносу.
У ачолі розвинута система вікових класів. Міцними і дотепер лишаються традиції взаємодопомоги.

## Господарство
Основні господарські заняття сучасних ачолі — розведення великої рогатої худоби і ручне тропічне землеробство (просо, елевсина, сорго, бобові, кунжут, кассава).
Серед ремесел розвитку набуло ковальство.

## Культура

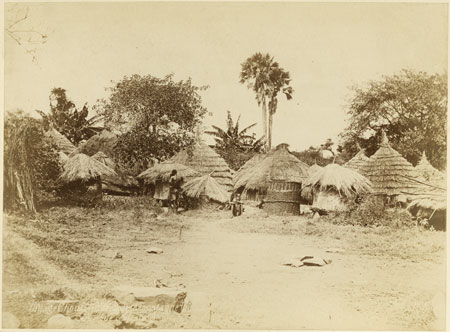
Селище ачолі, фото Р. Бухти (Richard Buchta), 1877—80

Ачолі традиційно живуть у великих селищах, часто укріплених. 
Житло ачолі — кругла у плані хатина, що являє собою жердяний каркас, обмазаний глиною, з гостроверхим конічним дахом з соломи і гілок.  
Раніше ачолі практично не носили одягу, зараз поширення набула європейська одіж.
Основу раціону складають каші (переважно просяна) і молокопродукти, також кассава, овочі, фрукти, риба тощо. Популярний напій — просяне пиво.  
Духовна культура ачолі представлена залишками традиційних вірувань (культи природи і предків), фольклором (зокрема, міграційними переказами), початками сучасної професійної і масової культури.

## Виноски
1. ↑  Ачолі на Ethnologue: Languages of the World [Архівовано 6 листопада 2011 у Wayback Machine.], 15th edition. SIL International
2. ↑  Webster 1970
3. ↑  According to Atkinson (1994)